# Tipula (Serratipula) graminivora
Tipula (Serratipula) graminivora is een tweevleugelige uit de familie langpootmuggen (Tipulidae). De soort komt voor in het Nearctisch gebied.